# Mouche
Pour les articles homonymes, voir Mouche (homonymie) et La Mouche.
Pour l’article ayant un titre homophone, voir Muş.
Taxons concernés
Plusieurs espèces dans les ordres
- diptères (généralement)
  - brachycères (en particulier)

Autres taxons utilisant le terme :
- éphéméroptères ;
- hyménoptères ;
- coléoptères ;
- hémiptères ;
- mécoptères.modifier

La mouche (/muʃ/) est un nom vernaculaire ambigu en français qui désigne généralement des insectes de petite taille de l'ordre des diptères et en particulier du sous-ordre des brachycères. Il provient du mot latin musca, qui désigne de nos jours principalement un genre (Musca) comprenant la mouche domestique (Musca domestica). Il désigne d'une façon plus générique des animaux volants très divers. Les termes de moucherons ou de mouchettes, ou mouchillons en Suisse, désignent des espèces de mouches de petite taille, et non des bébés mouches. L'asticot est la larve apode de certaines mouches. La durée de vie d'une mouche dépend de son espèce. Les mouches domestiques, par exemple, ont une durée de vie moyenne de dix-sept jours pour le mâle et vingt-et-un jours pour la femelle.
On dit que la mouche bourdonne ou vrombit.

## Zoologie
La diversité des diptères commence au Crétacé en coévolution avec les plantes à fleurs, les plus anciens fossiles de mouches connus remontant à 240 millions d'années.

### Morphologie, physiologie, comportement et écologie

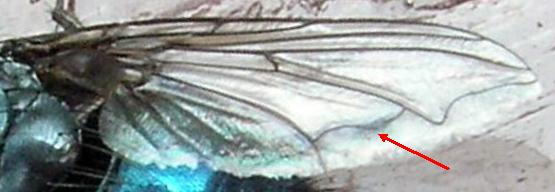
Aile de mouche : flèche sur la veine membraneuse.

Les caractéristiques générales des mouches sont celles des insectes volants, avec des nuances pour chaque espèce : voir les articles détaillés pour plus d'informations sur leur description ou leur mode de vie et notamment le genre (Musca) pour les mouches au sens strict.
Le terme de « mouche » désigne principalement des insectes volants, ayant une paire d'ailes et classés parmi l'ordre des diptères, avec les moustiques, tipules et divers moucherons. Les mouches sont les diptères du sous-ordre des brachycères et de l'infra-ordre des muscomorphes ou de l'ancienne dénomination des cyclorrhaphes. La mouche ne possède qu'une paire d'ailes ; les deux haltères ou balanciers qu'elle porte en arrière du thorax sont les reliquats d'autres ailes disparues que possédaient ses ancêtres qui étaient plus petites mais reprenaient l'ordre d'équilibre (utile pour la reproduction). Elles ont un corps cylindrique en boule, avec une tête ayant une grande liberté de mouvement.

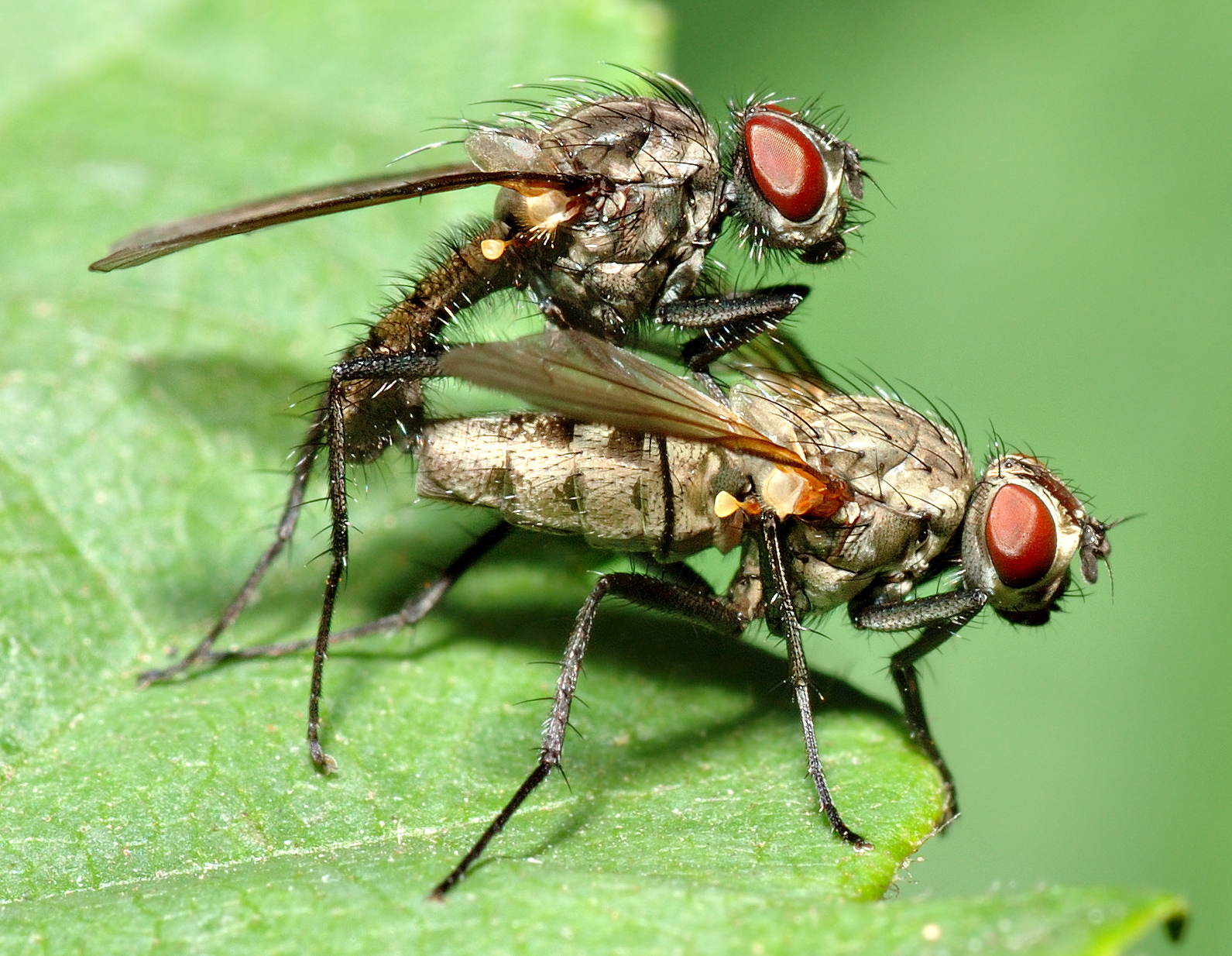
Copulation (Mouche de la famille des Anthomyiidae).

Une caractéristique des mouches est la veine médiane des ailes (M1+2 ou quatrième longue veine de l'aile) qui montre une courbure prononcée vers le haut ainsi qu'une trompe lui servant à aspirer sa nourriture. Il en existe plusieurs espèces.

### Typologie
Les espèces ont une taille qui va du demi-millimètre jusqu'à huit cm.[réf. souhaitée]

#### Diptères notables
- Mouche à bœuf ou taon

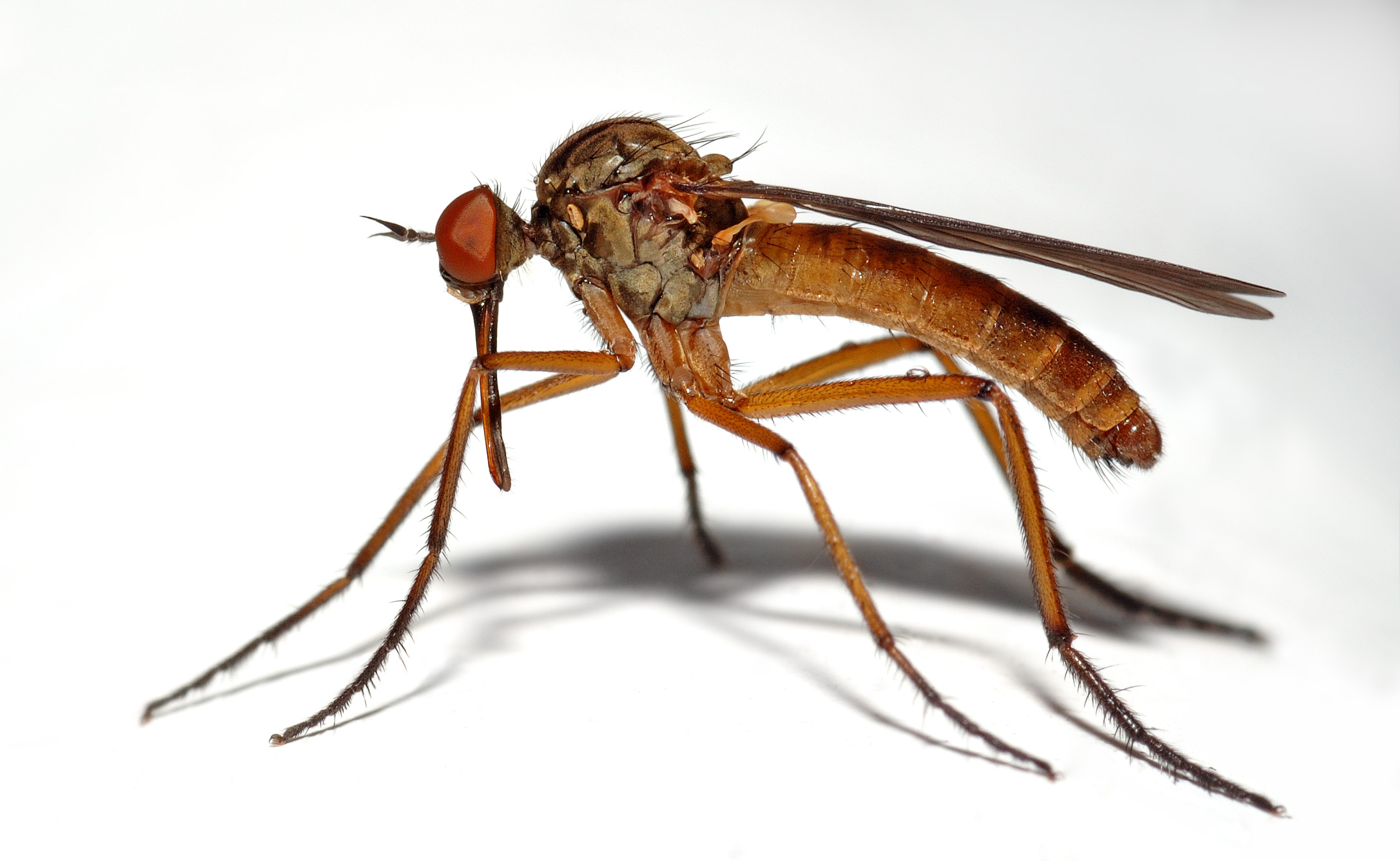
Mouche prédatrice Empis livida mâle. L'animal, nommé « mouche danseuse » (dancing fly) par les anglophones, mesure neuf mm de long.

- Mouche à fruit ou mouche méditerranéenne des fruits
- Mouche à merde
- Mouche à toison ou asile
- (Grosse) mouche bleue ou mouche à viande
- Mouche charbonneuse ou mouche piquante
- Mouche de drain ou mouches d'égout
- Mouche de Hesse
- Mouche de l'asperge
- Mouche de la betterave ou pégomyie (Pegomyia betae)
- Mouche de la carotte
- Mouche de la bryone (Liriomyza bryoniae)
- Mouche de la cerise
- Mouche de la mangue
- Mouche de la Saint Marc ou bibion de la Saint-Marc
- Mouche de l'oignon (Phorbia antiqua)
- Mouche de l'olive
- Mouche de Libye ou lucilie bouchère
- Mouche des fruits du Pacifique
- Mouche des pluies ou anthomyie pluviale
- Mouche des semis (latura)
- Mouche domestique ou mouche commune
- Petite mouche domestique
- Mouche dorée
- Mouche du chou (Delia radicum)
- Mouche du cresson
- Mouche du fromage
- Mouche du melon
- Mouche du navet (Delia floralis)
- Mouche du pétrole (Helaeomyia petrolei)
- Mouche du vinaigre ou drosophile
- Mouche grise de la viande ou mouche à damier ou mouche noire
- Mouche grise des céréales
- Mouche grise de l'endive (Ophiomyia pinguis)
- Mouche mineuse américaine (Liriomyza trifolii)
- Mouche mineuse sud-américaine (Liriomyza huidobrensis)
- Mouche orientale des fruits
- Mouche tsé-tsé ou glossine
- Mouche verte
- Mouche aux yeux pédonculés

#### Autres ordres d’insectes
La mouche de mai désigne les éphémères (ordre des éphéméroptères). L'ordre des hyménoptères incluent : mouche à galles, mouches à scie (qui désignent les symphytes du sous-ordre Symphyta), et la mouche à miel (qui désigne les abeilles). La mouche à feu désigne le lampyre et la mouche d'Espagne la cantharide officinale (ordre des coléoptères). La mouche pisseuse est une punaise (ordre des hémiptères). La mouche scorpion désigne la panorpe (ordre des mécoptères). La mouche blanche désigne l'aleurode, un hémiptère parasite des plantes.

## Écologie
Certaines espèces sont pollinisatrices, notamment de fleurs à odeur forte comme certains arums. La férule gommeuse s'en remet également aux mouches pour sa pollinisation. C'est une plante vivace dont les fleurs jaunes en ombelles dégagent une odeur déplaisante pour l'homme mais très attirante pour les mouches. Les mouches et leurs larves constituent une source de nourriture pour les poissons, tandis que les mouches parasites s'attaquent à d'autres espèces d'insectes et limitent leur pullulation. Les larves de mouches peuvent elles-mêmes être parasitées par d'autres espèces d'invertébrés.
Les mouches servent de moyen de transport aux pseudo-scorpions. C'est comme cela que l'on peut en voir à l'intérieur des habitations. Ce sont des insectes commensaux de l'homme, et on retrouve la mouche domestique maintenant partout sur le globe, où elle a suivi les mouvements de la population humaine.

## Les mouches et l'être humain

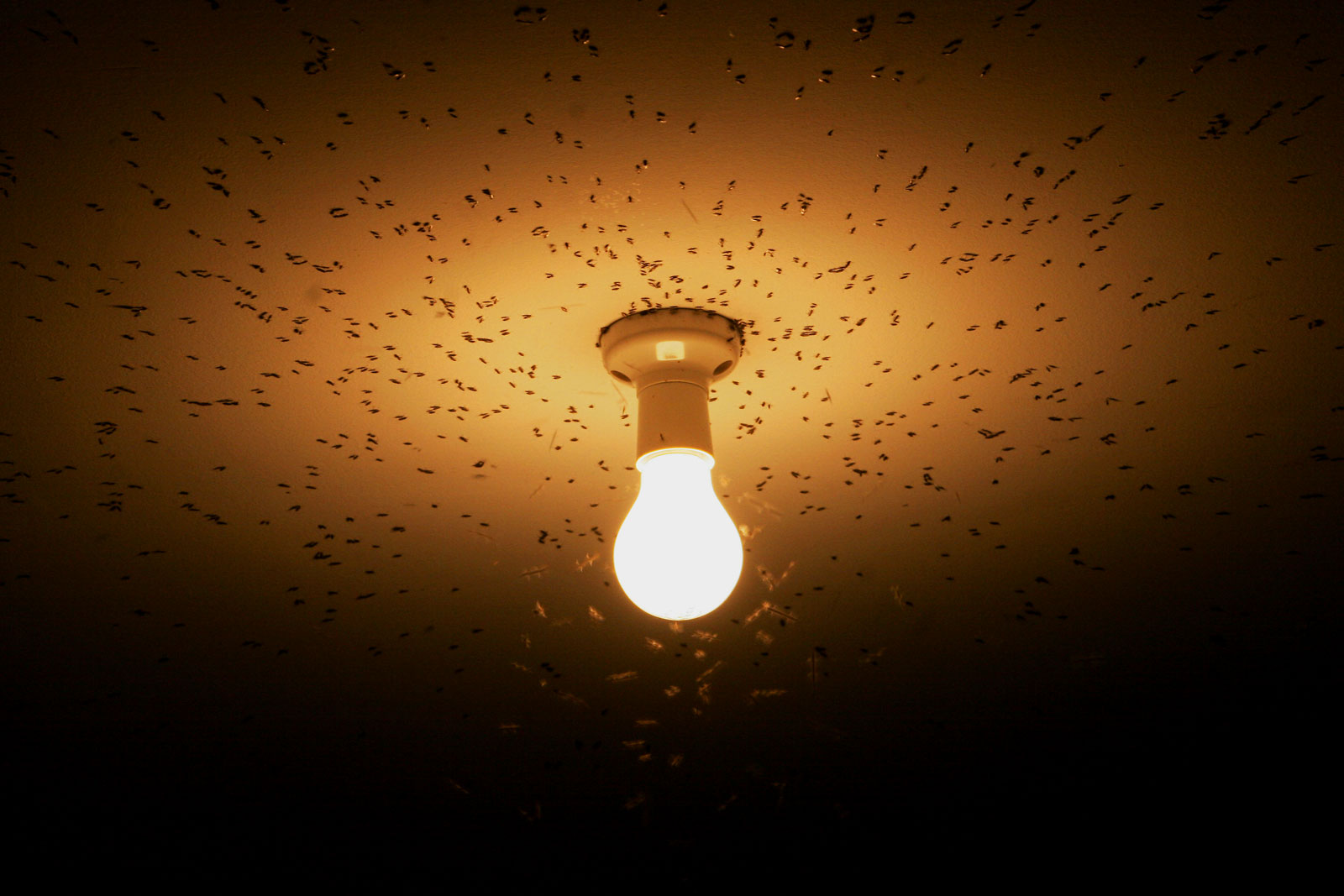
Mouches attirées par la lumière d'une ampoule de 60 W.

Les mouches sont des animaux souvent mal aimés par l'être humain car elles peuvent apporter des souillures dans les habitations humaines (excréments sur les murs, bactéries apportées sur les aliments…), elles sont une cause de dérangement ou sont encore associées à l'idée de dégradation des cadavres et de mort. Ce sont parfois des ravageurs des cultures et des potagers. Les mouches sont particulièrement attirées par la saleté (ordures, excréments, urines, égouts, cadavres, sueur, bétail...) et la nourriture qu'elles souillent donc par contact direct.

### Nuisances

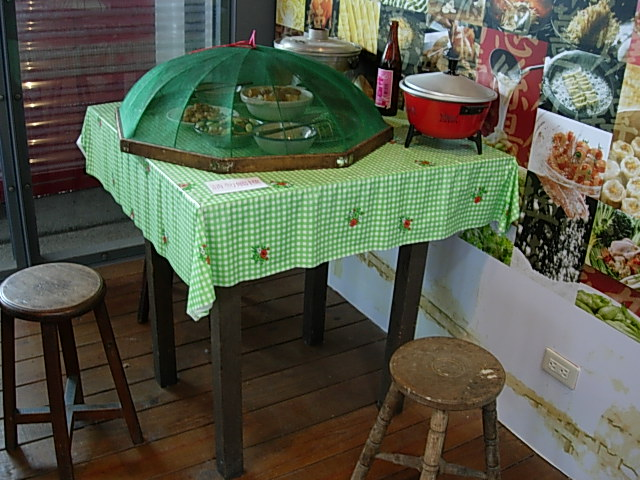
Les mouches qui se posent sur les aliments sont des vecteurs avérés de microbes et virus, même si elles ont par ailleurs des fonctions écologiques utiles (nécrophage, pollinisatrice, etc.)

La mouche est le plus souvent regardée par l'homme comme un insecte malpropre et vecteur de maladies comme le typhus ou le choléra. Les mouches se trouvent par exemple par milliers dans les latrines. Quelques mouches sont hématophages et peuvent transmettre des maladies comme la leishmaniose ou la maladie du sommeil. D'autres espèces, de par leur coexistence avec l'Homme, peuvent lui transmettre des maladies comme le choléra ou le typhus, durant des périodes où la situation sanitaire d'une région est de mauvaise qualité (zones de guerre, régions atteintes par les tremblements de terre, les raz de marée, quartiers concentrant la pauvreté). D'autres mouches, une fois ingurgitées, peuvent provoquer des myases.
Certaines sont vectrices de maladies parasitaires, telle la maladie du sommeil qui est véhiculée par la mouche tsé-tsé. Certaines espèces font aussi, à l'état larvaire surtout, des dégâts aux récoltes ou parasitent le bétail. Aussi, la lutte contre les mouches mobilise-t-elle des sommes très élevées, et le recours à des procédés très divers afin de limiter leurs populations, dans les pays industrialisés comme dans le Tiers-Monde.
Le principal facteur qui rend les mouches mal perçues par l'Homme est le dérangement et la perturbation de ces insectes. Les mouches ont tendance à se poser n'importe où sur le corps humain en dépit du sentiment d'insécurité senti une fois traquées, avec une insistance incompréhensible. Leur bourdonnement est très nuisible, surtout en période de sommeil ou de concentration. C'est la cause la plus importante qui rend les mouches détestées et traquées par les êtres humains. Par conséquent, le marché d'outils de lutte fleurit (tapette mécanique ou électrique, piège électrique, insecticide…).

### Utilité
Dans la nature, et parfois dans les décharges et dans les égouts, les mouches participent largement à l'élimination des déchets organiques produits par les différents êtres vivants (Homme inclus). Appliqués sur une plaie, certains asticots élevés en milieu stérilisé permettent une cicatrisation rapide en mangeant les chairs mortes et le pus dans les cicatrices après une intervention chirurgicale ou une blessure et en sécrétant une substance coagulante et antiseptique (asticothérapie). Des mouches prédatrices sont utilisées dans le cadre de la lutte biologique, afin de combattre divers animaux ravageurs (coléoptères, chenilles de certains papillons, pucerons, voire d'autres mouches)[réf. nécessaire]. La X60 est une mouche Muscidae dont les larves sont prédatrices des asticots d'une grande diversité de Diptères communément désignés mouches et moucherons. Ces insectes sont fortement nuisibles dans les élevages.
En 1664, dans son œuvre Micrographie, Robert Hooke décrit avec un microscope un œil de mouche. En 1668, Francesco Redi, en étudiant particulièrement les insectes et les parasites, fit paraître Esperienze Intorno alla Generazione degl'Insetti, où il fait la démonstration qu'il n'existe pas de génération spontanée chez les mouches. Celles-ci naissent d'œufs pondus par d'autres mouches et n'apparaissent pas spontanément. En 1910, le pionnier de la génétique, T. H. Morgan choisit la mouche du vinaigre ou drosophile (Drosophila melanogaster) pour effectuer ses recherches. C'est grâce à cette mouche qu'il parvient à mettre en évidence la première mutation génétique observée sur un animal. Ses successeurs tels Alfred Sturtevant travaillèrent sur le même insecte. En médecine légale, la connaissance de différentes espèces de mouches (et d'autres insectes parasites) permet de déterminer l'ancienneté d'un décès, ainsi que les lieux dans lequel le corps a éventuellement été entreposé. Un certain nombre d'espèces de mouches pondent leurs œufs sur de la viande en décomposition. Ce comportement intervient, selon les espèces, à des stades différents de décomposition et est utilisé en médecine légale pour déterminer notamment la date de décès d'un corps : en déterminant les différentes espèces de mouches qui ont pondu et en établissant l'âge de leurs larves respectives, il est possible d'estimer la date de la mort avec une précision de quelques dizaines d'heures environ. Compte tenu que certaines espèces fréquentent préférentiellement certains biotopes, il est possible d'en déduire les lieux dans lequel le corps a éventuellement été entreposé. L'Homme a également su tirer d'autres partis des mouches : les larves sont mangées chez certains peuples[réf. nécessaire].

### Lutte contre les mouches
Parmi les techniques de lutte contre les mouches :
- attrape-mouches : divers ustensiles pour se débarrasser des mouches ;
- plantes carnivores : végétaux capables de capturer des proies ;
- chasse-mouche : ustensile destiné à chasser les mouches venant se poser sur son corps, formé généralement de longs crins de cheval emboutis sur un manche de bois (appelé aussi émouchoir) ;
- répulsifs ;
- insecticides : appelés aussi « tue-mouches », leurs compositions et aspects sont tels qu'ils sont essentiellement consommés par les mouches. Généralement sous forme de granulés solides que la mouche vient lécher.

## La mouche dans la culture
La mouche, qui accompagne l'humanité, a souvent été considérée, dans la culture, comme un animal nuisible, envahissant, collant et inutile (voir Le coche et la mouche de Jean de La Fontaine). Selon le polygraphe romain Suétone, l'empereur romain Domitien (un tyran qui régna de 81 à 96) s'amusait dans ses moments de loisir à percer des mouches avec un poinçon d'or. C'est ce qui donna lieu à un bon mot du sénateur Vibius Crispus. Comme on lui demandait s'il y avait quelqu'un avec l'empereur, Vibius Crispus répondit : « Non, il n'y a pas même une mouche » (Ne musca quidem). Domitien l'apprit et fit périr le plaisant.

### Religion

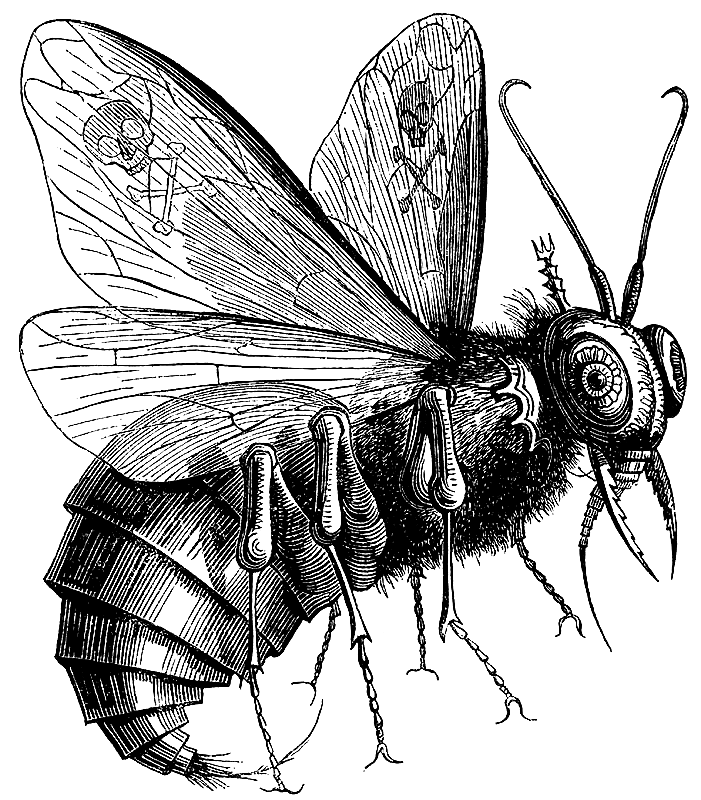
Belzébuth par Collin de Plancy (1863).

- Belzébuth, de l'hébreu Baal Sebud, est le maître des mouches. C'est le démon des nuées.
- L'attaque des mouches est l'une des dix plaies d'Égypte.
- Saint Bernard excommunia les mouches qui avaient envahi l'abbaye de Foigny, ce qui les fit tomber mortes[7],[8]. Cet épisode est illustré par un vitrail du cloître de l'Abbaye d'Altenberg (Allemagne) aujourd'hui situé dans l'église Sainte-Marie de Shrewsbury (Grande-Bretagne).

### Cinéma
En 1986, le film La Mouche réalisé par David Cronenberg et avec Jeff Goldblum connaît un succès mondial et devient un des grands classiques du cinéma de science fiction.
Ajoutons également en référence, le personnage de Monsieur Mouche dans l'œuvre animée de Walt Disney Peter Pan. Monsieur Mouche prend le rôle de bras droit du capitaine Crochet.

### Iconographie militaire
Le symbole de la mouche dans l'iconographie militaire est très ancien. Les plus anciennes attestations se rencontrent dans la civilisation mésopotamienne, vers la fin du IIe millénaire avant notre ère, où l’association de l'insecte à la mort revêt une importance toute particulière dans la littérature et l’iconographie. Son image sur les sceaux babyloniens a été parfois interprétée comme le symbole de Nergal, le dieu des maladies et de la mort. On rencontre l'image de la mouche sur certaines scènes où, parfois associées à des vautours, elles survolent le champ de bataille, ainsi que sur des dagues et des pendentifs donnés aux soldats en hommage à leur bravoure.
Des pendentifs en forme de mouche furent également découverts en Nubie, dans des tombes de militaires à Kerma et Bouhen, deux cités nubiennes d’importance. Les sépultures furent datées d’entre 1700 et 1500 avant notre ère. Ces pendentifs sont de grande taille et en matériaux précieux (or, ivoire, bronze et électrum). Ils furent retrouvés au cou de tous les défunts, par ailleurs inhumés avec une épée ou une dague dans la plupart des tombes mises au jour. Ces découvertes ne sont pas sans rappeler qu’à cette période – qui correspond à l’apogée de la civilisation nubienne – la population était foncièrement guerrière, un fait qui se traduit par la présence de nombreuses armes en contexte funéraire.
Enfin, des pendentifs en forme de mouche, très souvent associées à des lions, furent découverts en Égypte antique. Les premières attestations remontent à la XVIIe dynastie mais c'est principalement durant la XVIIIe dynastie que les hauts gradés de l'armée reçurent cette récompense émanant du pharaon en personne. L'image de la mouche est à comprendre en tant que symbole négatif de l’ennemi mort, vaincu, misérable, tandis que l'image du lion est le symbole positif du soldat courageux, voire du pharaon, puissant et en action. Ces deux emblèmes diamétralement opposés se rejoignent, dans une vision dualiste, si caractéristique de la pensée égyptienne, pour célébrer la bravoure du guerrier égyptien.

### Cuisine
Les habitants des rives du lac Victoria utilisent des chaoborus edulis pour confectionner le gâteau de mouches.

### Peinture

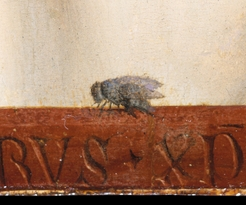
Petrus Christus, Portrait d'un Chartreux, détail.

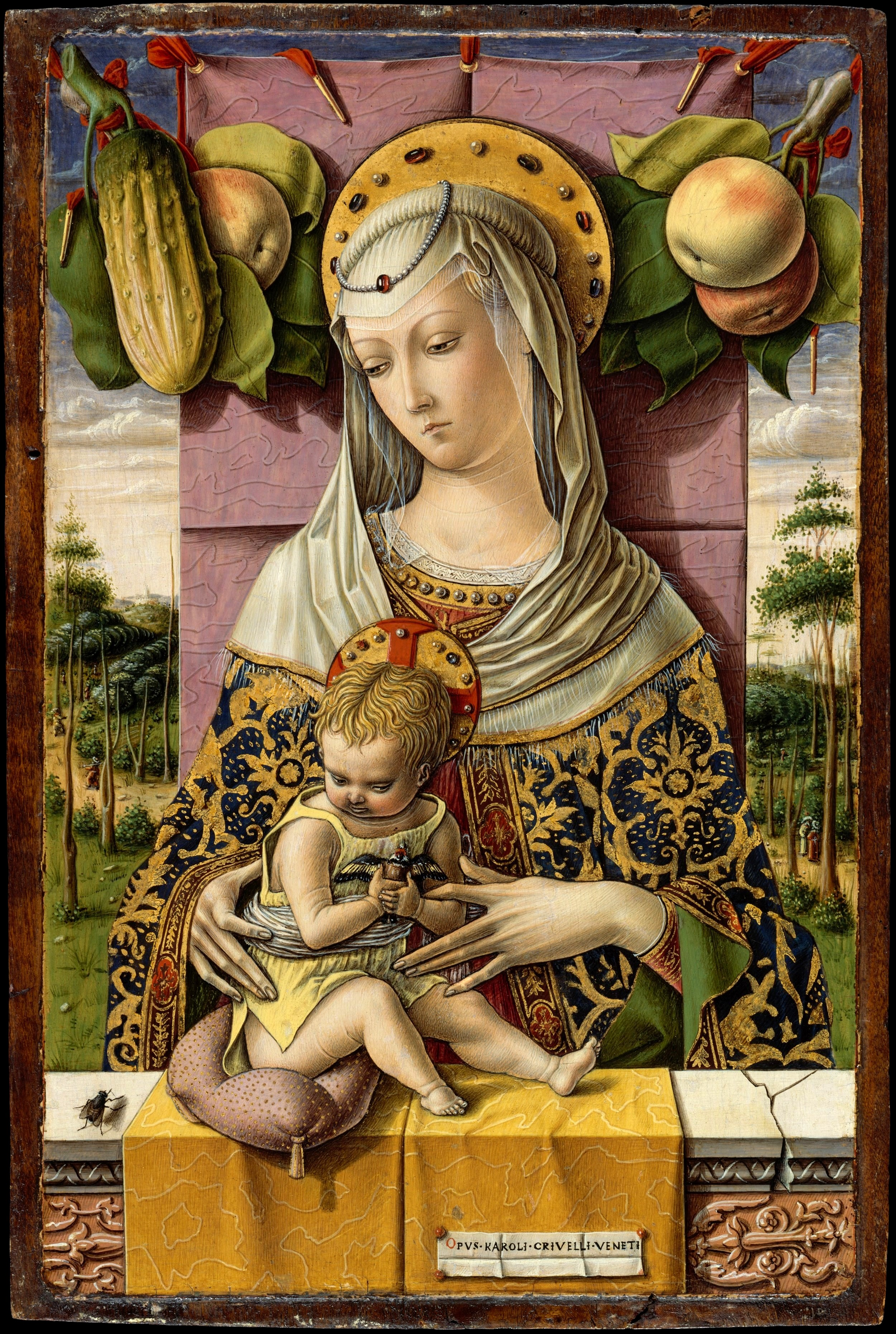
Carlo Crivelli, La Madone et l'enfant (XVe siècle).

Les mouches sont en peinture un moyen de rendre encore plus réalistes les natures mortes ou le trompe-l'œil au cours du XVe siècle. Un exemple est le tableau Portrait d'un Chartreux, peint en 1446 par Petrus Christus, montrant une fausse mouche au bas du cadre. La mouche peinte réclame une distance particulière : « La mouche rapproche le corps énoncé et le corps énonçant, obligeant ce dernier à une observation attentive des formes et des textures. »
Salvador Dalí était un grand passionné des mouches qu'il considérait comme l'insecte paranoïaque-critique par excellence.

### Littérature
- Les Mouches est une pièce de théâtre de Jean-Paul Sartre créée en 1943.
- Sa Majesté des mouches, roman de William Golding, paru en 1954.
- Nicolas Bouvier, dans l'Usage du monde, paru en 1963, décrit avec lyrisme sa haine des mouches[16].
- Chez la mouche absente, roman de Vincent Bouillat, paru en 1995.
- Mouche-Tsikatouche, conte russe, paru en 1923.
- La Guerre des mouches, roman de Jacques Spitz, Gallimard, 1938

### Musique
- Gustave Nadaud, La mouche de Monsieur Letortu

## Mots dérivés
- Un mouchetis est un type de crépi.
- Une moucheture est un motif formé de petites taches ressortant sur un fond uni

## Expressions françaises
- Mouche à miel : abeille mellifère ou abeille domestique (Apis mellifera).
- Cuisse de mouche : d'après Pierre Perret, fille maigrichonne.
- Enculer les mouches (vulgaire) : se perdre dans des détails inutiles, on dit aussi plus élégamment sodomiser les diptères ou se livrer à des mœurs contre nature avec les diptères. On peut tout aussi élégamment employer le terme diptérophile. Citation : « Il y a deux façons d'enculer les mouches : avec ou sans leur consentement. » Boris Vian.
- Faire mouche : au tir, atteindre le centre de la cible. Le point noir au centre d'une cible s'appelle « la mouche », d'où l'expression. Par extension au figuré, lors d'une discussion, prononcer une réplique qui atteint nettement son but (argument convaincant, propos volontairement blessant, ou au contraire encourageant, etc.).
- Fine-mouche : personne habile.
- Gobe-mouche : benêt.
- Mouche du coche : en référence à La Fontaine, personne persuadée de son importance, s'imposant et gênant l'effort d'autrui.
- Ne pas faire de mal à une mouche : être sans aucune méchanceté, inoffensif.
- Patinoire à mouches : se dit d'un crâne chauve.
- Pattes de mouche : écrire avec de petits caractères. Au Québec, avoir une écriture difficile à lire.
- Prendre la mouche : s'offusquer, pour un prétexte souvent futile.
- Regarder voler les mouches : ne pas être attentif.
- Tomber comme des mouches : avoir un fort taux de mortalité.
- Entendre une mouche voler : avoir du silence.
- Un motif moucheté : un motif fait de pleins de petits points.
- Mouche à merde : qualificatif péjoratif pour désigner une personne harassante par ses demandes incessantes ou sa présence envahissante.
- Quelle mouche l'a piqué ? Lorsqu'on se demande pourquoi quelqu'un réagit vivement et d'une façon incompréhensible.

## Galerie

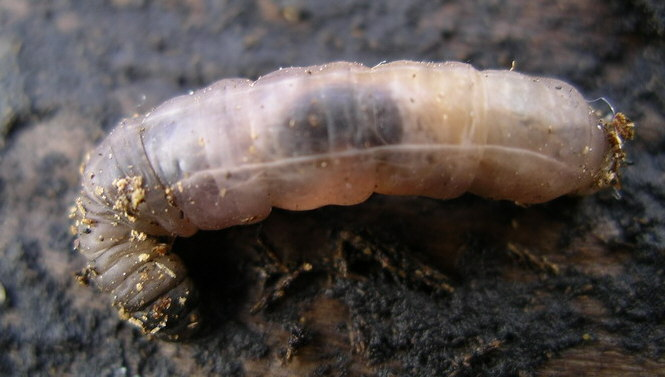
Une larve de mouche (asticot).
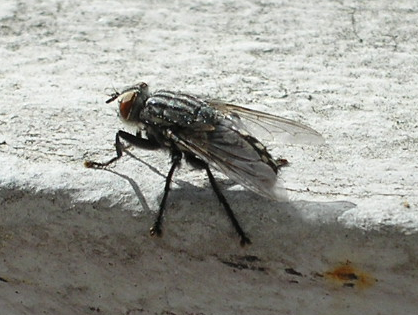
Une mouche à damier.
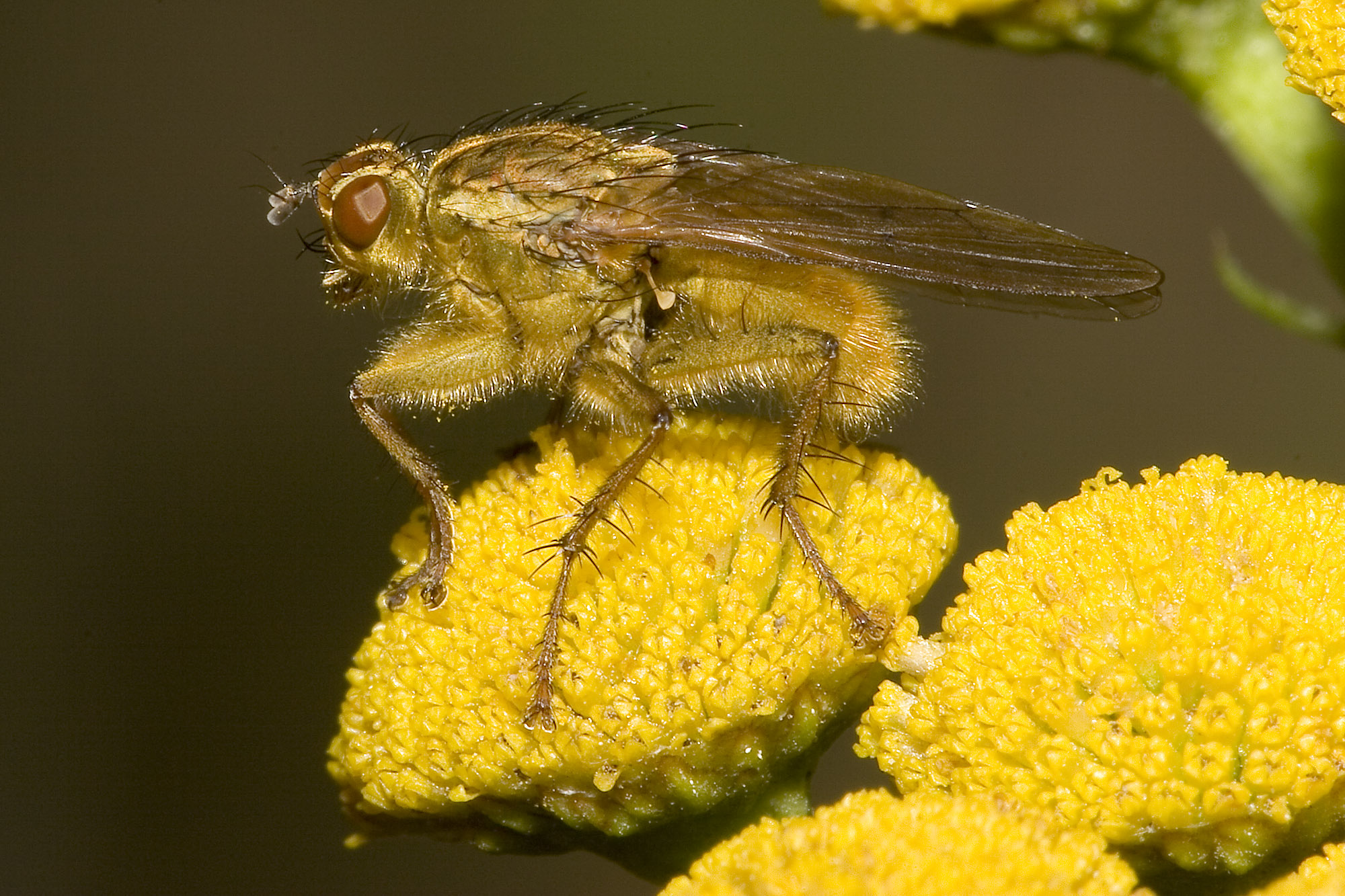
Une mouche à merde (Scathophaga stercoraria).
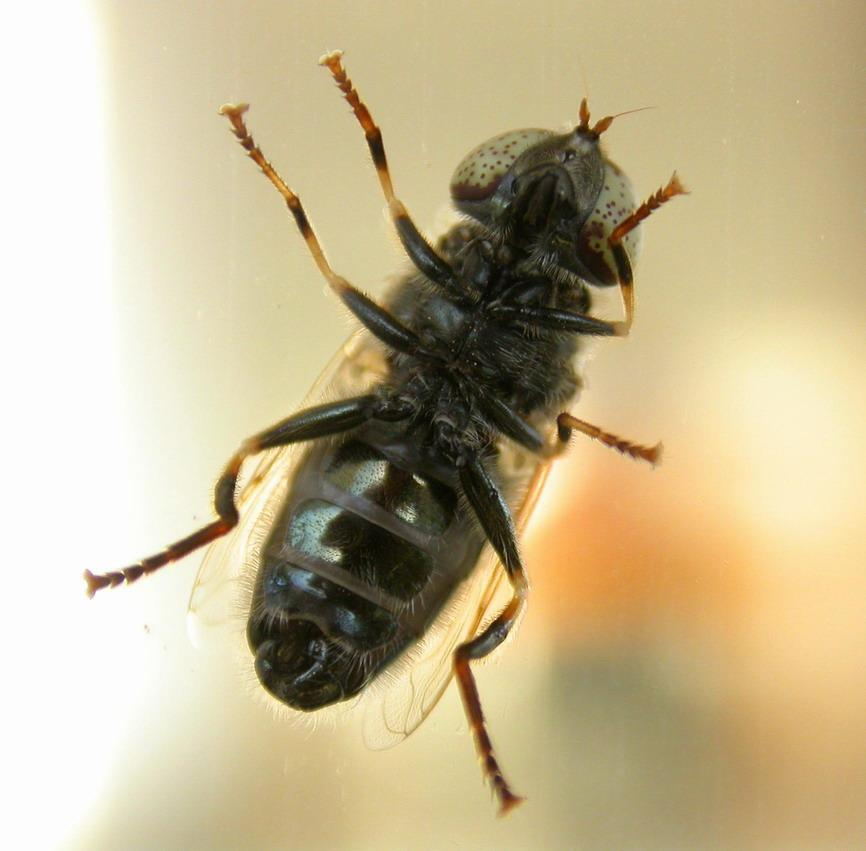
Eristalinus sepulchralis vue de dessous.
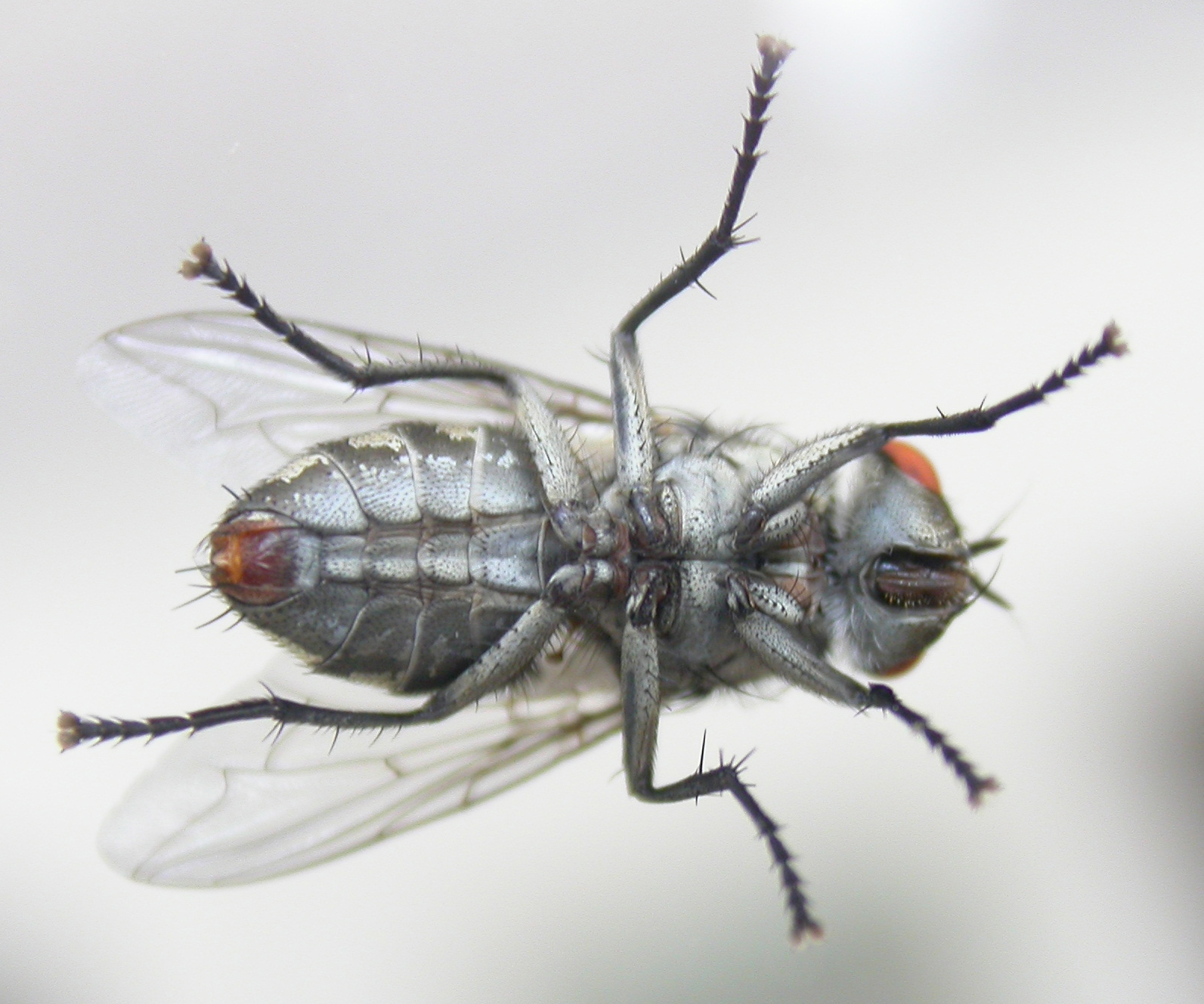
Une mouche également vue de dessous.
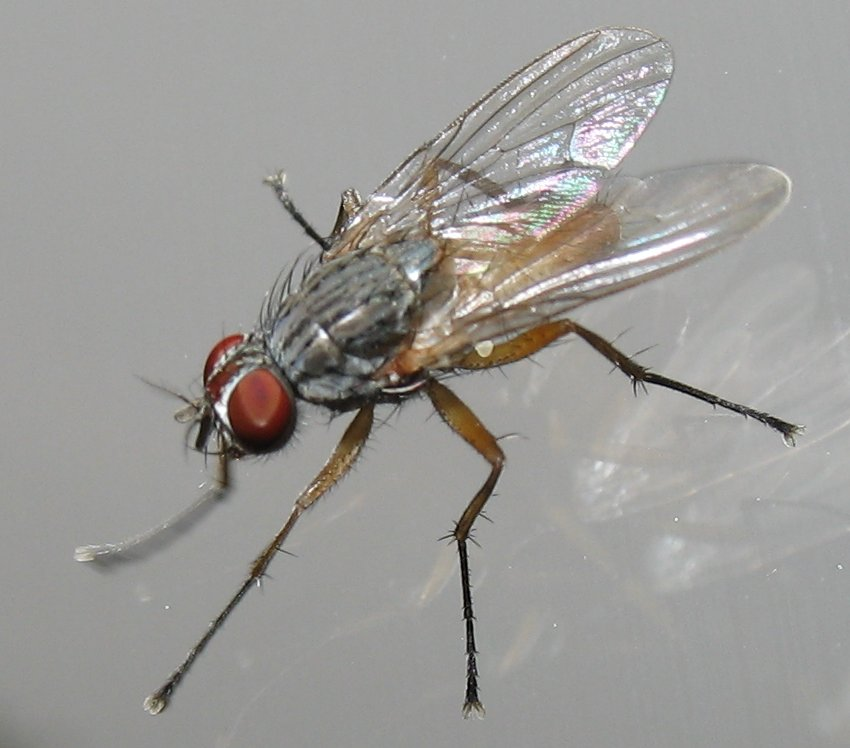
La petite mouche domestique vue de 3/4 avant gauche.
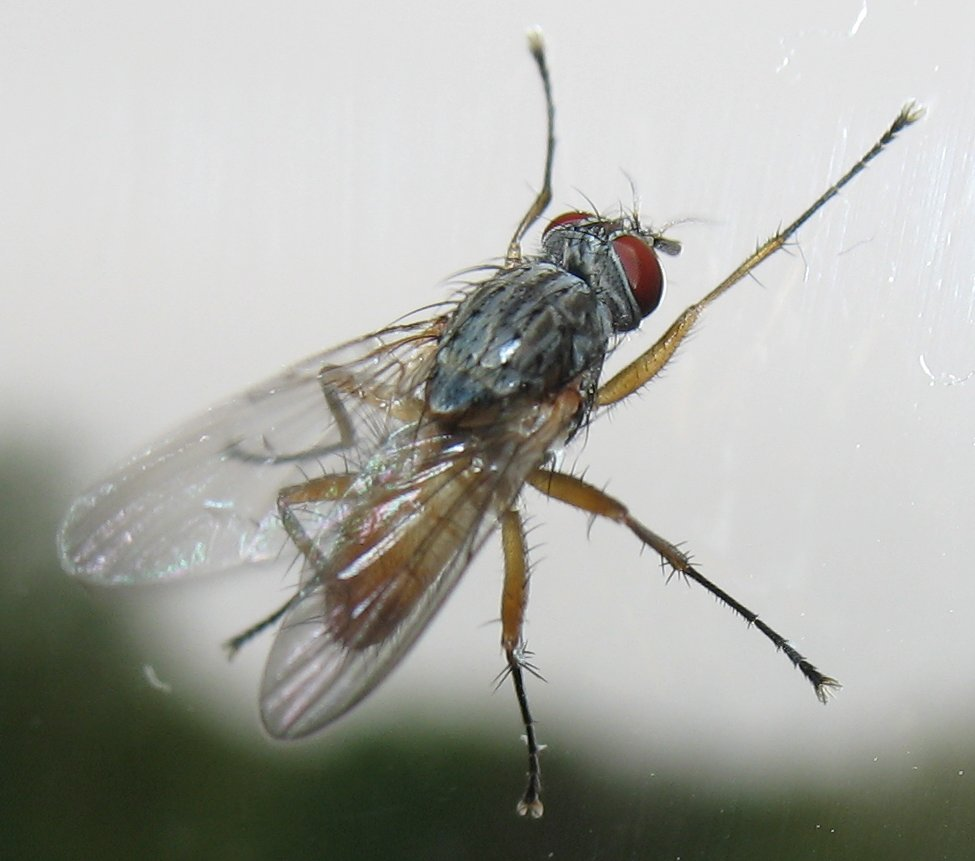
La même mouche vue de 3/4 arrière droit.
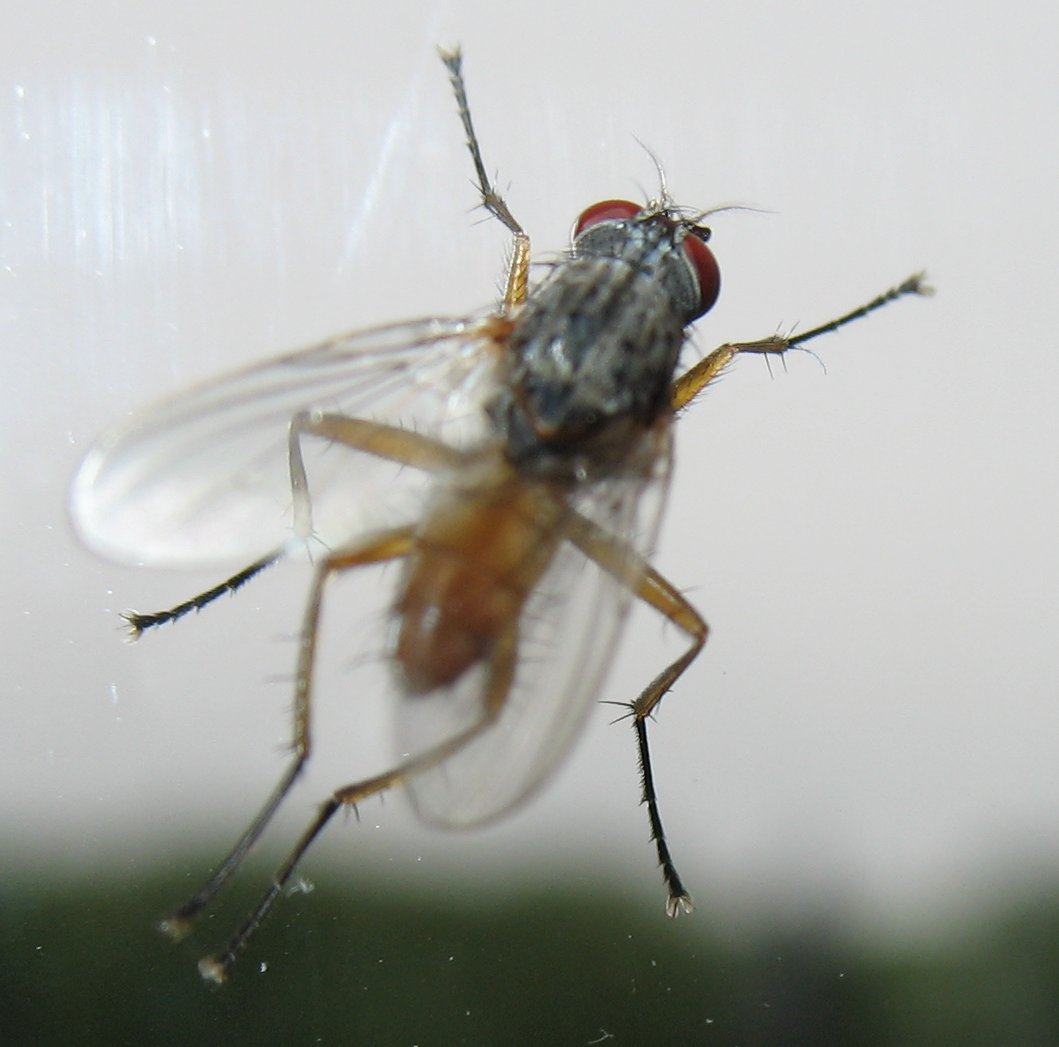
La même mouche en vue dorsale.
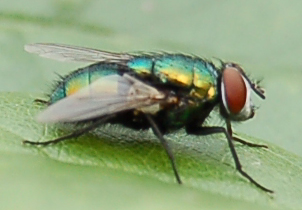
Une mouche verte vue de profil droit.
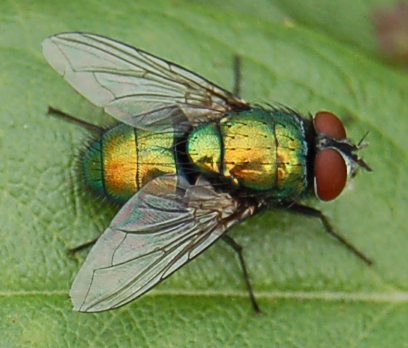
La même mouche vue de dos.
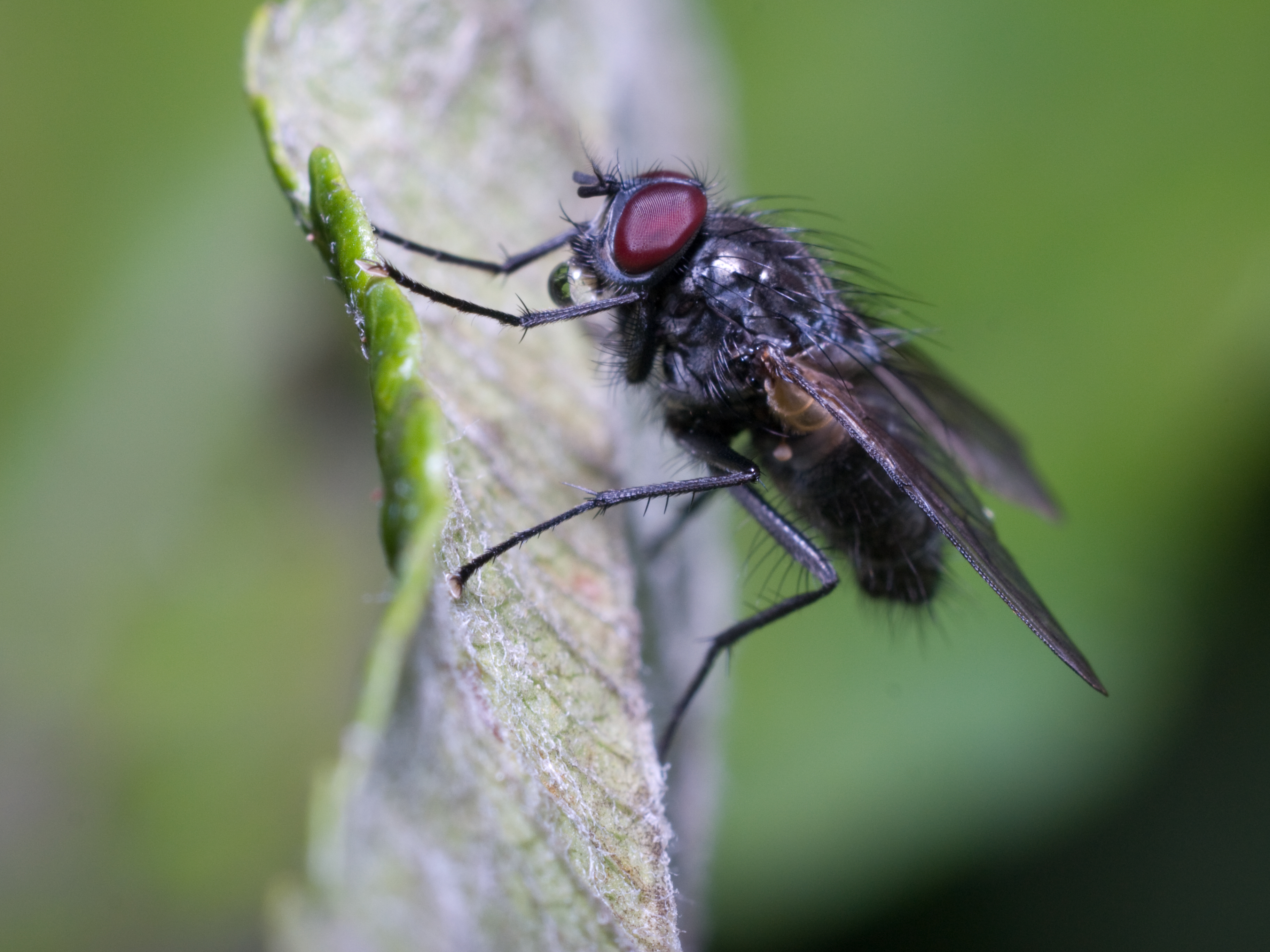
Une mouche posée sur une feuille de pommier.
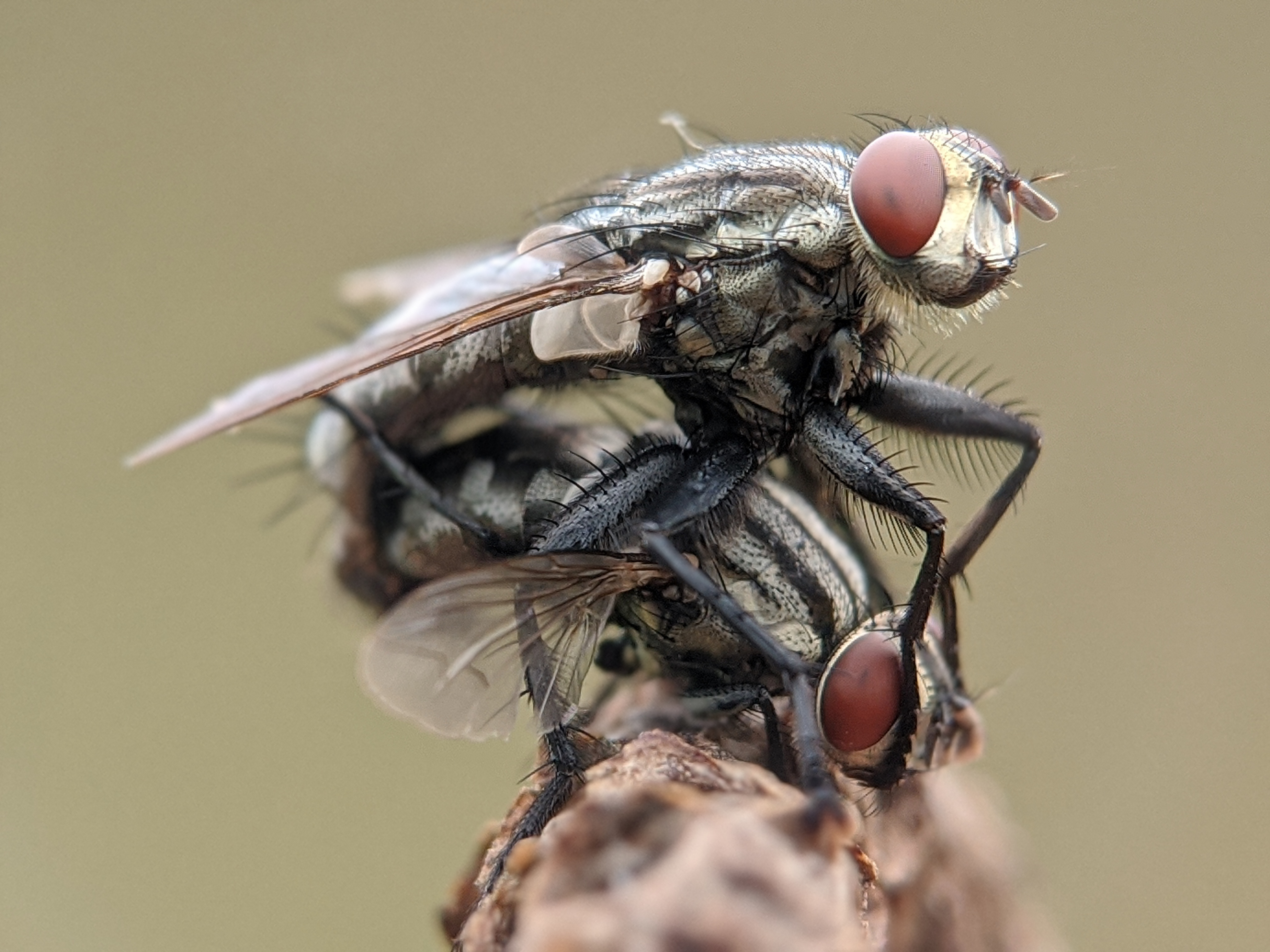
Accouplement de mouches dans la province d'Aklan aux Philippines. Février 2022.

### Articles connexes

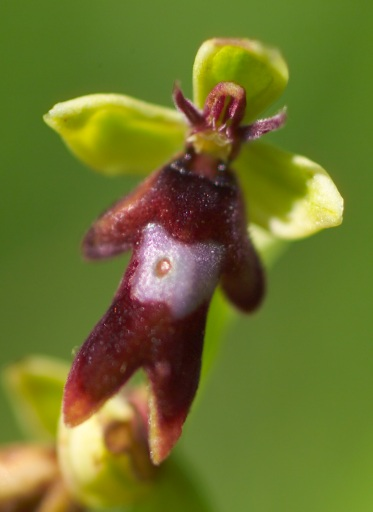
Fleur d'orchidée Ophrys mouche.